# Myotis lavali
Myotis lavali (Moratelli, Peracchi, Dias & de Oliveira, 2011) è un pipistrello della famiglia dei Vespertilionidi endemico del Brasile e del Paraguay.

## Descrizione

### Dimensioni
Pipistrello di piccole dimensioni con la lunghezza dell'avambraccio tra 31,5 e 37 mm, la lunghezza delle orecchie tra 11 e 14 mm e un peso fino a 8 g.

### Aspetto
La pelliccia è lunga e setosa. Le parti dorsali sono marroni chiare con la base dei peli marrone, mentre quelle ventrali sono bruno-giallastre con la base dei peli marrone scura. Le orecchie sono di dimensioni normali, strette, triangolari e con la punta arrotondata. Il trago è più lungo della metà del padiglione auricolare, è sottile, leggermente curvato in avanti e con l'estremità arrotondata. Le membrane alari sono attaccate posteriormente alla base delle dita dei piedi, i quali sono piccoli. La lunga coda è inclusa completamente nell'ampio uropatagio, il quale è ricoperto sulla superficie dorsale di peli dorati fino all'altezza delle ginocchia, e che si estendono fino ai femori.

## Biologia

### Comportamento
Si rifugia solitariamente o in piccoli gruppi sotto i tetti di edifici abbandonati.

### Alimentazione
Si nutre di insetti.

### Riproduzione
Si riproduce durante in qualsiasi periodo dell'anno.

## Distribuzione e habitat
Questa specie è diffusa negli stati brasiliani di Pernambuco, Bahia, Piauí, Ceará e nel Paraguay nord-occidentale e sud-orientale.
Vive nelle foreste decidue, nel cerrado, caatinga e Gran Chaco fino a 900 metri di altitudine.

## Conservazione
Questa specie, essendo stata scoperta solo recentemente, non è stata sottoposta ancora a nessun criterio di conservazione.